# Wacław Dawidowski
Wacław Dawidowski (ur. 1882 w Pobojewie k. Mińska, zm. 1962 w Sopocie) – polski malarz i pedagog.
Po ukończeniu szkoły realnej w Białymstoku od 1904 studiował na wydziale handlowym Politechniki Ryskiej, po roku zrezygnował ze studiów w Rydze. Wyjechał do Moskwy, gdzie studiował w Szkole Sztuk Pięknych oraz pobierał lekcje w pracowni Piotra Kielina. Po ukończeniu nauki powrócił do Wilna, gdzie został nauczycielem rysunku, od 1924 do 1945 uczył w wileńskiej Państwowej Szkole Technicznej. W wolnym czasie tworzył, w 1924 podczas Wystawy Sztuki i Rzemiosła w Wilnie otrzymał Wielki Srebrny Medal. Podczas repatriacji znalazł się w Gdańsku, został wykładowcą w Państwowym Instytucie Sztuk Plastycznych (obecnie Akademia Sztuk Pięknych w Gdańsku).